# ابن فرضی
ابوالولید عبدالله بن محمد بن یوسف بن نصر بن الفرضی الازدی القرطبی (۹۶۲–۱۰۱۳م) مورخ قاضی فقیه و محدث آندلسی بود.
وی شاگرد ابن قوطیه بود و به خاطر کتابش تاریخ علمای اندلس، فرهنگ زندگی‌نامه‌ای دربارهٔ علمای دینی از اندلس، شهرت دارد.

## زندگی
ابن فرضی تحصیلات خود را در علوم دینی در شهر زادگاهش قرطبه (کردبا) آغاز کرد، و در تولیدو، اکیه و صیدونیه (سدونیا) ادامه داد.
ابن عون الله (متوفی ۹۸۸)، ابوعبدالله بن مفرج (متوفی ۹۹۰)، عبدالله بن قاسم ثگری (متوفی ۹۹۳) و ابوزکریا بن عیض (متوفی ۹۸۵) استادان او بودند.
در اوایل دهه ۹۹۰میلادی به شرق سفر کرد و در قاهره، مکه و مدینه به تحصیل پرداخت.
وی پس از بازگشت به اندلس، به عنوان قاضی والنسیا منصوب شد.
او شاگردان متعددی از جمله ابن حیان قرطبی، ابن عبدالبر و ابن حزم داشت.
سرانجام در ۱۰۱۳ میلادی در قرطبه در جریان فتنه اندلس بقتل رسید.